# علم الاتحاد الإفريقي
تم إقرار علم الاتحاد الإفريقي الحالي في الدورة العادية الرابعة عشر للجميعة العامة لرؤساء الدول والحكومات التي عقدت في أديس أبابا في 31 يناير، 2010.
خلال القمة الثامنة للاتحاد الإفريقي المنعقدة في أديس أبابا في 29 و30 يناير، 2007، قرر رؤساء الدول والحكومات إطلاق مسابقة لاختيار علم جديد للاتحاد. واشترطت خلفية العلم أن تكون خضراء لتمثيل الأمل في إفريقيا، والنجوم لتمثيل الدول الأعضاء.
وعملا بهذا القرار، نظمت مفوضية الاتحاد الإفريقي مسابقة لاختيار علم جديد للاتحاد الإفريقي. وتلقت ما مجموعه 106 اقتراح من إفريقيون من 19 دولة إفريقية، وإفريقيان في الشتات. ثم تم فحص هذه المقترحات من قبل لجنة من الخبراء التي وضعتها لجنة الاتحاد الإفريقي وتم اختيارهم من المناطق الإفريقية الخمس من قائمة وفقا للتوصيات الرئيسية التي قدمها رؤساء الدول والحكومات. يحتوي العلم على خلفية خضراء ترمز إلى الأمل في إفريقيا، و 53 نجمة ذهبية لتمثيل الدول الأعضاء.

## العلم السابق
العلم السابق للاتحاد كان مكومن من شريط أفقي واسع أخضر اللون، ملحوقاً بشريط ذهبي رفيع. أدناه شريط أبيض واسع يتوسطه شعار الاتحاد الإفريقي ثم يله شريط ذهبي رفيع، فأخضر أخر عريض.
وعلى الرغم من أنه عندما شكل الاتحاد الإفريقي، أعلنت مسابقة لاختيار علم وشعار جديد، قررت جمعية الاتحاد الإفريقي في أديس أبابا عام 2004 الرجوع لعلم وشعار منظمة الوحدة الإفريقية واعتمادهم كعلم وشعار للاتحاد.
ترمز الآلوان في العلم القديم للتالي:
- اللون الأخضر؛ يرمز للآمال الإفريقية والتطلع إلى وحدة قارية.
- اللون الذهبي؛ يرمز لمستقبل القارة المشرق
- اللون الأبيض؛ يرمز لنقاء رغبة إفريقيا في أن يكون لها أصدقاء حول العالم.
- اللون الأحمر؛ (في حلقات الوسط) يرمز للجنود الأفارقة والدماء المراقة من اجل تحرير القارة.